# Cupiennius getazi
Cupiennius getazi is een spinnensoort in de taxonomische indeling van de kamspinnen (Ctenidae).
Het dier behoort tot het geslacht Cupiennius. De wetenschappelijke naam van de soort werd voor het eerst geldig gepubliceerd in 1891 door Eugène Simon.